# イブラヒム (オスマン帝国)
イブラヒム（オスマン語: ابراهيم اول, 英語: Ibrahim I, 1615年11月5日 - 1648年8月18日）はオスマン帝国の第18代皇帝（在位：1640年2月9日 - 1648年8月8日）。父はアフメト1世、母はキョセム・スルタン。オスマン2世、ムラト4世の弟。子にメフメト4世、スレイマン2世、アフメト2世。「トルコ語: Deli」（狂人）と称された。

## 狂人皇帝

### 即位前
1615年、アフメト1世とその夫人のキョセム・スルタンとの間に生まれた。イブラヒムが2歳の時、父の突然の崩御によって叔父のムスタファ1世が即位し、母のキョセムとイブラヒムも含めた息子たちは旧宮殿に幽閉された。
ムスタファ1世の2度目の退位後、兄のムラト4世が即位し、イブラヒムはカフェスに幽閉された。ムラト4世の治世中、兄のスレイマン、バヤズィト、セリム、カースムらが殺害されていく中でイブラヒムの心は病んでいき、25年間を「黄金の鳥かご」で過ごした経験が彼の精神の均衡を崩していった。ムラト4世は崩御の間際にイブラヒムを殺害するように命じたが、キョセムによって阻止された。

### 即位と治世
1640年、兄ムラト4世の崩御後に即位するが、兄の突然の崩御への悲しみや宮殿内の陰謀による恐怖のために皇帝として即位したことを全く嬉しく思っていなかった。ただし、これについて、「黄金の鳥かご」から出される際は皇位簒奪を恐れた兄によって兄弟殺しが行われる日が来たのだと怯えて出ようとしなかったが、兄の死体を目の前にしてようやく安心して「黄金の鳥かご」を出たという話もある。
即位当初は、慈悲深く貧しい人々を助けることに努めたが、母太后や当時の大宰相が実権を握っていたためにあまり多くの業績を残すことがなかった。
イブラヒムは気まぐれで放縦、淫乱な皇帝で、多くの宝石類をプールに放り込んでは、ハレムの女たちが水中で拾い合う様子を眺めて悦に入ったり、1日に24人の女と性行為に及んだり、宮殿の亭から外の道行く人々に矢を射かけて興じたりする等々といった、常軌を逸した数々の奇行をなしたという。さらに、息子であるのちのメフメト4世を風呂に投げ込む、あるいはロドス島に配流しようとした、などの異常な振る舞いが見られるようになり、「デリ」（トルコ語で狂人）とまで言われるようになった。
また極度の肥満嗜好であり、帝国内で最も太った女性を探すよう命じ、シヴェカルという商人の娘を愛した。治世末期にはヒューマーシャーという奴隷を愛し、オスマン家の慣例に反して正式に結婚をしている。この結婚はイブラヒムの奇行にも数えられるが、スレイマン1世のヒュッレムとの正式な結婚が同時代の人々に眉をひそめられたのと同じく、イブラヒムの結婚に関する悪評は中傷である可能性も考慮すべきである。
イブラヒムの宮廷にはいかがわしい人々が出入りし、ハレムはシェケルパル・ハトゥンという怪しい女性が仕切り、イブラヒムの病気を治すふりをして私腹をこやしたジンジ・ホジャなどの祈祷師も出入りした。そうした人物が政府の高官にまで上りつめていき、ジンジ・ハジは最終的にアナトリアの裁判官となった。宮廷内は実質的に、母のキョセム・スルタンが取り仕切っていた。
治世の前半は、大宰相のケマンケシュ・カラ・ムスタファ・パシャのもと、ムラト4世のような厳格な規律をゆるめた。1642年にはオーストリアと新しく和平を結び、同年にアゾフをコサックから奪還した。さらに貨幣改革で通貨の価値を安定させ、新しい土地調査も行って財政を安定させようとした。ケマンケシュはイブラヒムを指導するために、今も残る統治に関するメモを送っている。イブラヒムはしばしば変装してイスタンブールの街を視察し、大宰相にさまざまな問題を修正するように命じた。しかし、キョセムによって、ケマンケシュは1644年に処刑された。
1645年、軍事的にも行政的にも能力のない取り巻きによって始められたクレタ島包囲は、ヴェネチアの報復を招いた。1646年にはヴェネチア海軍にダーダネルス海峡を封鎖され、イスタンブールが苦境に陥った。

### 廃位と殺害
1648年、突如自らのハレムにいた側妾や女官・宦官ら280人をみな袋詰めにしてボスポラス海峡に投げ込むという暴挙を行った。
イェニチェリ軍団への課税を試みた大宰相“へザルパレ”・アフメト・パシャに対してイェニチェリたちが蜂起すると、ウラマーや母キョセムにまで同調されて、イブラヒムは廃位され殺された。当のアフメト・パシャも殺されて、民衆からも怒りを買っていたため、遺体を切り刻まれてバラバラにされた。“へザルパレ”という言葉は、「千個」を意味している。
次代の皇帝には、メフメト4世が即位した。

## 子女
- メフメト4世 (1642–1693)
- スレイマン2世 (1642–1691)
- アフメト2世 (1643–1695)
- ムラト (1643–1646)
- セリム (1644–1669)
- オスマン (1644–1646)
- バヤズィト (1646–1647)
- ジハンギル (1646–1648)
- オルハン (1648–1650) - 母はヒュマーシャー。

## 画像

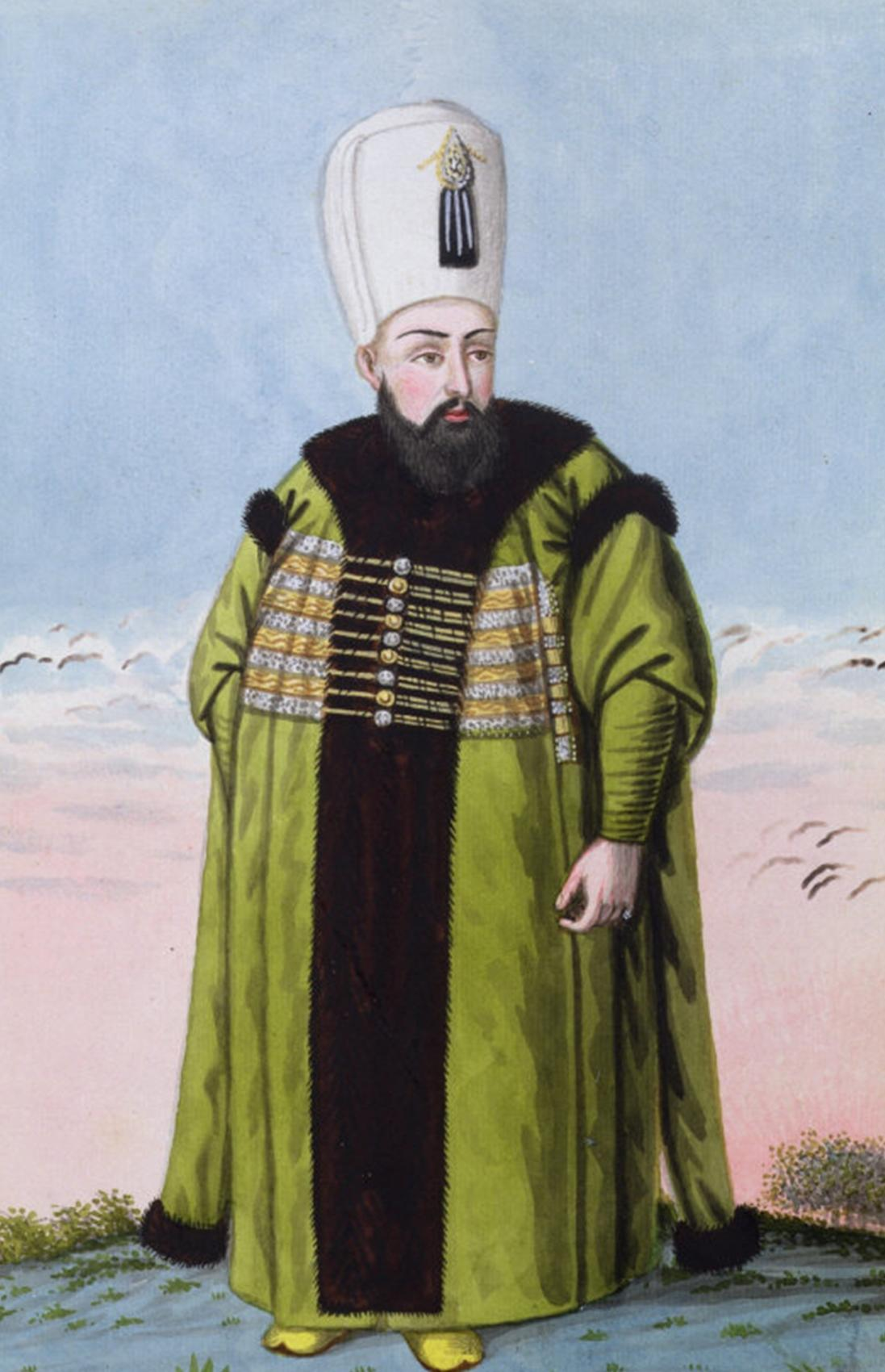
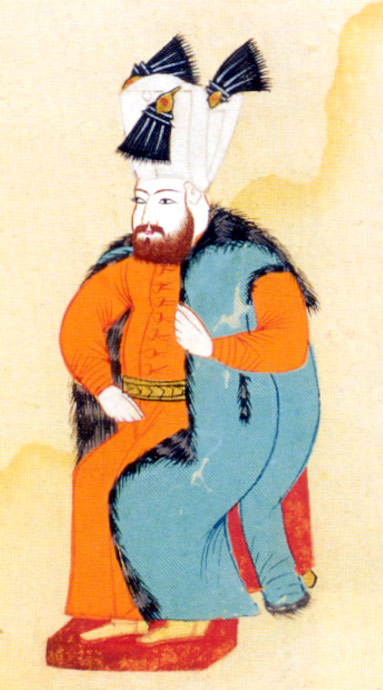